# قلعة عبدول رباط أباد (زين أباد)
قلعة عبدول رباط أباد (بالفارسية: قلعه عبدالرباب‌آباد) هي قرية تقع في إيران في قسم زين أباد الريفي. يقدر عدد سكانها بـ 58 نسمة .